# Immoble al carrer Còdols, 9
L'Immoble al carrer Còdols, 9 és una obra de Breda (Selva) protegida com a Bé Cultural d'Interès Local.

## Descripció
Edificació de planta baixa més un pis amb la coberta inclinada a dues aigües de teula àrab amb el carener paral·lel a la façana. Les obertures de la planta baixa i de la planta pis pertanyen a tipologies diferents: les de la planta baixa són rectangulars amb predomini de la proporció vertical mentre que la de la planta pis és quadrada. Aquesta finestra pot ser deguda a una reforma de mitjan segle xx. La façana està arrebossada i pintada.